# Bovalino

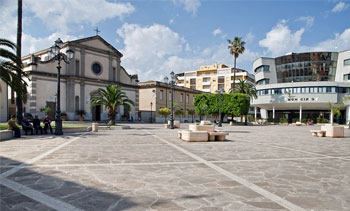
Bovalino, Piazza Camillo Costanzo (2015)

Bovalino ist eine italienische Stadt in der Metropolitanstadt Reggio Calabria in Kalabrien mit 8677 Einwohnern (Stand 31. Dezember 2023).

## Lage und Daten
Bovalino liegt 85 km östlich von Reggio Calabria. Der Ort besteht aus den Ortsteilen Bosco S. Ippolito, Pozzo, Bovalino Superiore und Bovalino Marina. Die Nachbargemeinden sind Ardore, Benestare, Casignana und San Luca.